# Acacia glandulifera
Acacia glandulifera é uma espécie de leguminosa do gênero Acacia, pertencente à família Fabaceae.